# До Адама
«До Адама» (англ. Before Adam) — повість американського письменника Джека Лондона. Вперше опублікована в журналі «Everybody's Magazine» протягом 1906—1907 років. Сюжет повісті заснований на існуючому в той час уявленні про еволюцію людини. Альтер-его головного героя — підліток племені печерних людей. У творі також присутнє більш розвинуте плем'я людей вогню та менш розвинуте плем'я деревних людей, шаблезубі кішки та Червоноокий — жорстокий «атавізм», який тероризує плем'я героя.

## Сюжет
Розповідь ведеться від особи людини XX століття, який з дитинства відчував роздвоєння особистості: кожну ніч йому снилися яскраві сни, в яких він був далеким предком людини, яка жила мільйони років тому. Ці реалістичні бачення лякали головного героя, і тільки подорослішавши, він зміг реконструювати життя свого альтер-его на основі обривків снів.
Первісна істота (уже не мавпа, але ще не людина) ще не володіла мовою, але умовно герой називає його Великим Зубом. Великий Зуб, як і інші члени їх племені, жив з матір'ю у лісі, в гнізді на гілках дерева. Він рано втратив батька, а коли у його матері з'явився новий чоловік, не порозумівся з ним і був змушений жити окремо. Так він набрів на іншу частину племені, яка жила в печерах на березі річки. Там він потоваришував зі своїм ровесником Висловухим, з яким вони стали жити в одній печері і разом шукати прожиток. Крім свого племені вони знали про існування Лісової Орди, більш відсталих мавпоподібних істот, а найбільший страх плем'я Великого Зуба зазнавало перед Людьми Вогню, більш високорозвинутими істотами, які володіли мовою, зброєю (луки і стріли), а також здатними добувати вогонь. Плем'я Великого Зуба не використовувало ніяких інструментів для полювання, лише випадково їм спало на думку носити воду з річки в шкарлупках з гарбуза. Також випадково Великий Зуб та Висловухий виявили, що на колоді (а ще краще на двох паралельних колодах) вони можуть перепливати через річку. Опинившись на іншому березі річки, два друга не одразу змогли повернутися і декілька років поневірялися вдалині від племені. Незабаром після їх повернення настали останні дні існування племені: Люди Вогню, яким стала тісна їх попередня стоянка, напали на плем'я і майже повністю знищили його, викуривши з печер димом та обстрілявши стрілами. Члени племені, які залишилися, в тому числі Великий Зуб зі своєю дружиною Швидконогою, декілька років поневірялися по болотах, а потім вийшли до моря. Але і туди із часом прийшли Люди Вогню, і сім'ї Великого Зуба прийшлось шукати новий притулок.